# Arcidiocesi di Brisbane
L'arcidiocesi di Brisbane (in latino Archidioecesis Brisbanensis) è una sede metropolitana della Chiesa cattolica in Australia. Nel 2023 contava 814.000 battezzati su 3.526.280 abitanti. La sede è vacante, in attesa che l'arcivescovo eletto Shane Anthony Mackinlay ne prenda possesso.

## Territorio
L'arcidiocesi comprende parte della regione del sud-est del Queensland, in Australia.
Sede arcivescovile è la città di Brisbane, dove si trova la cattedrale di Santo Stefano.
Il territorio si estende su 63.526 km² ed è suddiviso in 94 parrocchie.

### Provincia ecclesiastica
La provincia ecclesiastica di Brisbane, istituita nel 1887 e comprensiva dello Stato del Queensland, è costituita da quattro suffraganee:
- diocesi di Cairns;
- diocesi di Rockhampton;
- diocesi di Toowoomba;
- diocesi di Townsville.

A Banyo, nel suburbio nord di Brisbane, si trova il seminario, che serve le diocesi della provincia ecclesiastica.

## Storia
La diocesi di Brisbane fu eretta il 12 aprile 1859 con il breve Universum Dominicum di papa Pio IX, ricavandone il territorio dall'arcidiocesi di Sydney, di cui era originariamente suffraganea.
Il 30 gennaio 1877 e il 29 dicembre 1882 cedette porzioni del suo territorio a vantaggio dell'erezione rispettivamente del vicariato apostolico del Queensland (oggi diocesi di Cairns) e della diocesi di Rockhampton.
Il 10 maggio 1887 la diocesi è stata elevata al rango di arcidiocesi metropolitana in forza del breve Ex officio supremi di papa Leone XIII.
Il 28 maggio 1929 ha ceduto una porzione di territorio a vantaggio dell'erezione della diocesi di Toowoomba e un'altra porzione a vantaggio della diocesi di Rockhampton.

## Cronotassi dei vescovi
Si omettono i periodi di sede vacante non superiori ai 2 anni o non storicamente accertati.
- James Quinn † (14 aprile 1859 - 18 agosto 1881 deceduto)
- Robert Dunne † (3 gennaio 1882 - 13 gennaio 1917 deceduto)
- James Duhig † (13 gennaio 1917 succeduto - 10 aprile 1965 deceduto)
- Patrick Mary O'Donnell † (10 aprile 1965 succeduto - 5 marzo 1973 ritirato)
- Francis Roberts Rush † (5 marzo 1973 - 3 dicembre 1991 ritirato)
- John Alexius Bathersby † (3 dicembre 1991 - 14 novembre 2011 ritirato)
- Mark Benedict Coleridge (2 aprile 2012 - 18 giugno 2025 ritirato)
- Shane Anthony Mackinlay, dal 18 giugno 2025

## Statistiche
L'arcidiocesi nel 2023 su una popolazione di 3.526.280 persone contava 814.000 battezzati, corrispondenti al 23,1% del totale.
| anno | popolazione | popolazione | popolazione | presbiteri | presbiteri | presbiteri | presbiteri                | diaconi | religiosi | religiosi | parrocchie |
| anno | battezzati  | totale      | %           | numero     | secolari   | regolari   | battezzati per presbitero | diaconi | uomini    | donne     | parrocchie |
| ---- | ----------- | ----------- | ----------- | ---------- | ---------- | ---------- | ------------------------- | ------- | --------- | --------- | ---------- |
| 1950 | 121.000     | 560.000     | 21,6        | 199        | 142        | 57         | 608                       |         | 57        | 882       | 77         |
| 1952 | 130.000     | 570.000     | 22,8        | 212        | 147        | 65         | 613                       |         | 56        | 1.168     | 88         |
| 1966 | 203.700     | 954.680     | 21,3        | 301        | 188        | 113        | 676                       |         | 249       | 1.328     | 109        |
| 1968 | 241.500     | 1.067.480   | 22,6        | 297        | 179        | 118        | 813                       |         | 267       | 1.346     | 105        |
| 1980 | 299.000     | 1.297.000   | 23,1        | 314        | 189        | 125        | 952                       |         | 333       | 1.557     | 115        |
| 1990 | 428.000     | 1.560.000   | 27,4        | 311        | 202        | 109        | 1.376                     |         | 257       | 1.045     | 109        |
| 1999 | 550.603     | 2.255.100   | 24,4        | 291        | 188        | 103        | 1.892                     | 1       | 236       | 861       | 112        |
| 2000 | 550.603     | 2.255.100   | 24,4        | 260        | 168        | 92         | 2.117                     | 1       | 209       | 829       | 112        |
| 2001 | 550.603     | 2.255.100   | 24,4        | 258        | 163        | 95         | 2.134                     | 1       | 219       | 818       | 111        |
| 2002 | 550.603     | 2.255.100   | 24,4        | 270        | 175        | 95         | 2.039                     |         | 216       | 793       | 111        |
| 2003 | 598.700     | 2.529.154   | 23,7        | 255        | 165        | 90         | 2.347                     | 2       | 220       | 780       | 112        |
| 2004 | 598.700     | 2.529.154   | 23,7        | 276        | 179        | 97         | 2.169                     | 1       | 220       | 768       | 109        |
| 2006 | 621.000     | 2.626.000   | 23,6        | 252        | 156        | 96         | 2.464                     | 6       | 227       | 739       | 109        |
| 2012 | 663.000     | 2.849.000   | 23,3        | 245        | 155        | 90         | 2.706                     | 15      | 215       | 611       | 103        |
| 2015 | 740.000     | 3.205.000   | 23,1        | 270        | 176        | 94         | 2.740                     | 14      | 211       | 542       | 100        |
| 2018 | 771.800     | 3.342.700   | 23,1        | 266        | 173        | 93         | 2.901                     | 15      | 188       | 502       | 98         |
| 2020 | 789.000     | 3.418.058   | 23,1        | 231        | 154        | 77         | 3.415                     | 20      | 163       | 449       | 97         |
| 2022 | 812.780     | 3.521.000   | 23,1        | 228        | 145        | 83         | 3.564                     | 19      | 159       | 418       | 94         |
| 2023 | 814.000     | 3.526.280   | 23,1        | 228        | 144        | 84         | 3.570                     | 20      | 155       | 387       | 94         |